# Поділ (хокейний клуб)
«Поді́л» — хокейний клуб з міста Києва, учасник і триразовий призер Чемпіонату України з хокею. До вересня 2010 року виступав під назвою ХК «Беркут».

## Історія
Клуб створено Олександром Кондратьєвим влітку 2004 року в Броварах. Свої перші поєдинки команда провела у листопаді 2004 р. У 2004—2005 роках після залучення до складу кількох гравців із команд «КЛЮХ-Київ» і «Сонячна долина» (Одеса) клуб вперше взяв участь у Чемпіонаті України з хокею, посівши перше місце у Дивізіоні B Першої ліги.

 У сезоні 2005—2006 ХК «Беркут» став срібним призером чемпіонату України.
Сезон 2006-2007 років ознаменувався для клуба успішним реформуванням українського хокею з проведенням  Чемпіонату України без серії плей-оф. Команда посіла у турнірній таблиці 2 місце, відставши від чемпіона  на 12 пунктів.  Також «Беркут» посів друге місце у змаганні за Кубок України 2007 року.
У сезоні 2007-2008 років ХК «Беркут» грав виключно в любительській лізі. В турнірі «Кубок відкриття сезону 2007-2008» другий склад команди посів перше місце, обігравши ХК «Фенікс», «Чорних Акул» і «Сиріус». Також цього сезону команда виграла Чемпіонат Нічної хокейної ліги. В турнірі Кубку амбіцій 2008 ХК «Беркут» посів друге місце. 
Наступного року клуб став переможцем «Відкритого Кубку Вінниці 2008», обійшовши «Арсенал» (Житомир), «Дніпровські Пірати», «Ватру» (Івано-Франківськ) та місцевий «Патріот». На першості Київської області сезону 2008-2009 «Беркут» посів друге місце.

Логотип ХК «Беркут»

В сезоні 2009-2010 команда представляє Київ, змінивши домашню ковзанку з броварської Льодової арени ТРЦ «Термінал» на київський СК «АТЕК». Клуб бере участь у Чемпіонаті України, Чемпіонаті Київської області та Чемпіонаті НХЛ Києва. У Чемпіонаті України команда посіла друге місце, поступившись «Соколу» за підсумкам фінальних матчів.
4 вересня 2010 року перший віце-президент клубу Сергій Левцов повідомив про те, що з нового сезону команда виступатиме під назвою ХК «Поділ» (м. Київ). Команда виступатиме за підтримки Подільської районної в місті Києві державної адміністрації та Федерації хокею міста Києва. Новий президент клубу — Роман Яцишин.  Також у клубі з'явилася посада спортивного директора, яку обійняв гравець команди Сергій Супрун. Тренуватимуть команду Олександр Савицький та Дмитро Підгурський. Команду покинув Тарас Бєга, натомість придбані Артур Пономаренко, Марат Корабчевський, Сергій Голованов, Сергій Жарський, Олександр Голомозий та Борис Проценко.
14 лютого 2011 року стало відомо, що в зв'язку з відсутністю фінансування хокейний клуб "Поділ" не буде продовжувати участі в чемпіонаті України по хокею сезону 2010-2011. Клуб офіційно сповістив Федерацію хокею України про те, що знімається з чемпіонату, команда розпущена, а сам клуб припинив своє існування.

## Склад команди
- 2010-2011[14]:

| 1  | Україна | Терчієв Руслан   | 9 липня 1982  |
| 46 | Україна | Лукашевич Сергій | 5 жовтня 1990 |

| 3  | Україна | Савченко Андрій     | 10 липня 1972   |
| 4  | Україна | Бичков Віталій      | 24 липня 1974   |
| 5  | Україна | Дворецький Павло    | 25 вересня 1982 |
| 14 | Україна | Ніколаєв Андрій     | 18 вересня 1972 |
| 16 | Україна | Черненко Володимир  | 11 липня 1982   |
| 30 | Україна | Муханов Олександр   | 17 травня 1976  |
| 12 | Україна | Обремський Андрій   | 15 червня 1992  |
| 62 | Україна | Шеремета Василь     | 15 січня 1992   |
| 76 | Україна | Рябенко Олег        | 24 вересня 1976 |
| 79 | Україна | Полковников Олег    | 13 грудня 1973  |
| 91 | Україна | Собченко Євген      | 1 серпня 1968   |
| 99 | Україна | Голомозий Олександр | 4 березня 1991  |

| 7  | Україна | Зіневич Олександр    | 2 березня 1979    |
| 8  | Україна | Левцов Сергій        | 10 травня 1982    |
| 9  | Україна | Супрун Сергій        | 26 березня 1979   |
| 10 | Україна | Шевченко Олександр   | 11 жовтня 1984    |
| 11 | Україна | Кондратьєв Олександр | 19 липня 1975     |
| 12 | Україна | Голованов Сергій     | 9 квітня 1991     |
| 13 | Україна | Марченко Євген       | 19 лютого 1990    |
| 17 | Україна | Бурячок Артем        | 5 травня 1989     |
| 18 | Україна | Буточнов Антон       | 26 березня 1983   |
| 19 | Україна | Микитенко Валентин   | 7 червня 1993     |
| 22 | Україна | Жарський Сергій      | 19 жовтня 1991    |
| 24 | Україна | Млинченко Євген      | 11 червня 1972    |
| 25 | Україна | Савенко Богдан       | 20 листопада 1974 |
| 26 | Україна | Проценко Борис       | 21 серпня 1978    |
| 27 | Росія   | Дроздов Ігор         | 22 травня 1992    |
| 33 | Україна | Яцишин Роман         | 25 вересня 1970   |
| 44 | Україна | Волков Сергій        | 26 вересня 1982   |
| 47 | Україна | Хміль Олександр      | 6 грудня 1980     |
| 55 | Україна | Пономаренко Артур    | 28 лютого 1992    |
| 77 | Україна | Корабчевський Марат  | 5 березня 1991    |
| 82 | Україна | Барський Олександр   | 30 січня 1982     |
| 88 | Росія   | Якимчук Максим       | 4 грудня 1987     |

## Персонал

### Керівництво
2010:
- Роман Яцишин — президент
- Сергій Левцов — перший віце-президент
- Сергій Супрун — спортивний директор
- Євген Собченко — адміністратор

### Тренерський штаб
2010:
- Олександр Савицький — головний тренер
- Дмитро Підгурський — тренер

### Список керівників та тренерів
Президенти:

| 1. | Дмитро Глущенко   | 2007 — ?          |
| 2. | Сергій Харовський | ? — вересень 2010 |
| 3. | Роман Яцишин      | з вересня 2010    |

Тренери:

| 1. | Костянтин Буценко, Дмитро Підгурський та Раміль Юлдашев | ? — березень 2007 |
| 2. | Олександр Савицький                                     | березень 2007 — ? |
| 3. | Дмитро Підгурський                                      | ? — 2010          |
| 4. | Олександр Савицький та Дмитро Підгурський               | з вересня 2010    |

## Досягнення
- Чемпіонат України з хокею:
  -   2-е місце (3) : 2006, 2007, 2010

- Кубок України:
  -   2-е місце (1) : 2007

## Виноски
1. 1 2 3 4  Хоккейний клуб «Беркут» — История клуба [Хокейний клуб «Беркут» — Історія клуба] (рос.). Хокейний клуб «Беркут». Архів оригіналу за 1 травня 2008. Процитовано 22 липня 2010. {{cite web}}: Зовнішнє посилання в |authorlink= (довідка)
2. 1 2  Вадим Авдасьов (31 березня 2006). Новий «Беркут» зі спецназівськими крилами. Україна Молода, № 059 за 31.03.2006. Архів оригіналу за 08.07.2013. Процитовано 10 серпня 2010.
3. ↑  Вячеслав Волков (6 вересня 2007). «Барсы» хотят в Евролигу. Команда; www.hockey.dp.ua. Архів оригіналу за 30 жовтня 2013. Процитовано 5 вересня 2010. (рос.)
4. ↑  Чемпионат Украины 2004/2005 [Чемпіонат України 2004/2005] (рос.). Хоккейные Архивы. Архів оригіналу за 8 липня 2013. Процитовано 9 серпня 2010.
5. ↑  
Чемпионат Украины 2005/2006 [Чемпіонат України 2005/2006] (рос.) . Хоккейные Архивы. Архів оригіналу за 8 липня 2013. Процитовано 9 серпня 2010.
6. ↑  
Чемпионат Украины 2006/2007 [Чемпіонат України 2006/2007] (рос.) . Хоккейные Архивы. Архів оригіналу за 8 липня 2013. Процитовано 9 серпня 2010.
7. ↑  http://www.nxlkiev.net.ua/kaltur14/kaltur14.htm%5Bнедоступне+посилання+з+липня+2019%5D (рос.)
8. ↑  
Чемпіонат України. Фінал. Офіційний протокол гри 06.04.2010 (PDF). Федерація хокею України. 6 квітня 2010. с. 1. Архів (PDF) оригіналу за 04.05.2012. Процитовано 5 вересня 2010.
9. ↑  
Чемпіонат України. Фінал. Офіційний протокол гри 09.04.2010 (PDF). Федерація хокею України. 9 квітня 2010. с. 1. Архів (PDF) оригіналу за 24.03.2012. Процитовано 5 вересня 2010.
10. ↑  Прес-служба Федерації хокею України (4 вересня 2010). Сергій Левцов: ХК «Поділ» Київ - новий бренд у вітчизняному хокеї. Федерація хокею України. Архів оригіналу за 5 березня 2016. Процитовано 5 вересня 2010. {{cite web}}: Недійсний |deadurl=404 (довідка)
11. ↑  Прес-служба Федерації хокею України (4 вересня 2010). В ХК «Поділ» працюватиме тренерський дует. Федерація хокею України. Процитовано 5 вересня 2010. {{cite web}}: Недійсний |deadurl=dead (довідка)
12. ↑  Прес-служба Федерації хокею України (23 вересня 2010). 19-й чемпіонат України з хокею: перев’ю до сезону. Федерація хокею України. Архів оригіналу за 4 жовтня 2010. Процитовано 24 вересня 2010. {{cite web}}: Недійсний |deadurl=404 (довідка)
13. ↑  Прес-служба Федерації хокею України (20 вересня 2010). Борис Проценко повертається у великий хокей!. Федерація хокею України. Архів оригіналу за 4 жовтня 2010. Процитовано 24 вересня 2010. {{cite web}}: Недійсний |deadurl=404 (довідка)
14. ↑  Федерація Хокею України :: Головна :: Чемпіонати :: Чемпіонат України 2011 :: Заявки команд :: ХК «Поділ» (м. Київ). Федерація хокею України. вересень 2010. Архів оригіналу за 3 жовтня 2010. Процитовано 22 вересня 2010. {{cite web}}: Недійсний |deadurl=404 (довідка)
15. ↑  ХК "Беркут" не змінюватиме свою назву. «Беркут». 14 липня 2007. Архів оригіналу за 23 лютого 2008. Процитовано 23 вересня 2010.(рос.)
16. 1 2  Федерація Хокею України :: Головна :: Чемпіонати :: Чемпіонат України Дивізіон А :: Заявки команд :: ХК "Беркут" (м. Київ) :: 19-й чемпіонат України з хокею: перев’ю до сезону. Федерація хокею України. 2009. Архів оригіналу за 26 грудня 2009. Процитовано 23 вересня 2010. {{cite web}}: Недійсний |deadurl=404 (довідка)
17. ↑  Буценко Константин покидает Беркут. «Беркут». 19 березня 2007. Процитовано 27 листопада 2010. {{cite web}}: Недійсний |deadurl=404 (довідка)[недоступне посилання з липня 2019](рос.)[недоступне посилання]
18. 1 2  Юрий МАТЮХА (27 березня 2007). Киевский "Сокол" стал обладателем Кубка Украины. "ФАКТЫ". Архів оригіналу за 8 липня 2013. Процитовано 23 вересня 2010.(рос.)
19. ↑  
Федерація хокею України. Чемпіонати України. Вища ліга. Заявки команд. Федерація хокею України. 2007. Архів оригіналу за 1 травня 2007. Процитовано 24 вересня 2010.